# Pero simplex
Pero simplex là một loài bướm đêm trong họ Geometridae.